# Туровцев, Василий Иванович
Василий Иванович Туровцев (25 декабря 1908, село Донское, Тамбовская губерния — 5 декабря 1964, Москва) — командир эскадрильи 198-го штурмового авиационного полка 31-й смешанной авиационной дивизии Западного фронта, капитан. Герой Советского Союза.

## Биография
Родился 25 декабря 1908 года в селе Донское Тамбовской губернии в крестьянской семье. Член ВКП(б)/КПСС с 1942 года. Окончил 5 классов. Работал на мясокомбинате в городе Мичуринске Тамбовской области.
В Красной Армии с 1930 года. В 1932 году окончил Ленинградскую военно-теоретическую школу лётчиков, а в 1933 году — Энгельсскую военную авиационную школу лётчиков. Участник советско-финской войны 1939—1940 годов.
На фронтах Великой Отечественной войны с июня 1941 года.
Командир эскадрильи 198-го штурмового авиационного полка капитан Василий Туровцев к октябрю 1941 года совершил тридцать два успешных боевых вылета на штурмовку скоплений войск противника, нанеся врагу значительный урон.
Указом Президиума Верховного Совета СССР «О присвоении звания Героя Советского Союза начальствующему и рядовому составу Красной Армии» от 12 апреля 1942 года за «образцовое выполнение боевых заданий командования и проявленные при этом отвагу и геройство» удостоен звания Героя Советского Союза с вручением ордена Ленина и медали «Золотая Звезда».
В 1942 году майор Туровцев командовал 198-м штурмовым авиационным полком. С конца 1942 года он — инспектор-лётчик управления боевой подготовки ВВС.
После войны продолжал службу в ВВС СССР. В 1949 году окончил курсы усовершенствования офицерского состава. С 1956 года полковник В. И. Туровцев — в запасе. Жил в Москве. Скончался 5 декабря 1964 года. Похоронен в Москве на Востряковском кладбище.
Награды
Награждён тремя орденами Ленина, орденами Красного Знамени, Александра Невского, Отечественной войны 1-й степени, Красной Звезды, медалями.
Память
Именем Героя названа школа № 11 в городе Мичуринске Тамбовской области.